# Седьмая печать
«Седьмая печать» (швед. Det Sjunde Inseglet) — чёрно-белый авторский фильм шведского режиссёра Ингмара Бергмана, снятый в 1957 году в жанре философской притчи. В основу положена одноактная пьеса режиссёра «Роспись по дереву». Фильм пронизан религиозным символизмом и повествует о природе бытия и месте человека в мире, о поисках смысла жизни и Бога.
Фильм считается классикой мирового кинематографа, а также одним из величайших фильмов всех времён, а сам Бергман благодаря ему стал всемирно известным режиссёром. Главные роли исполнили Макс фон Сюдов, Гуннар Бьёрнстранд (которые впоследствии станут постоянными актёрами в фильмах Бергмана) и Биби Андерссон, состоявшая в отношениях с режиссёром с 1955 по 1959 год.

## Сюжет
«И когда Он [Агнец] снял седьмую печать, сделалось безмолвие на небе. Как бы на полчаса. И семь ангелов, имеющие семь труб, приготовились трубить»
Откровение, 8:1 
Действие фильма происходит в XIV веке в средневековой Швеции, в самый разгар чумы. Рыцарь Антониус Блок и его оруженосец Йонс возвращаются на родину из крестового похода спустя десять лет отсутствия в родных краях. На пустынном берегу Рыцарю является Смерть в облике мужчины в чёрном. Рыцарь, терзаемый сомнениями в существовании Бога и Дьявола, предлагает Смерти сыграть с ним Игру — партию в шахматы. В случае выигрыша Смерть должна забрать Рыцаря, а в случае поражения — оставить. После пробуждения оруженосца Йонса они прерывают партию (но периодически возвращаются к ней на протяжении всего повествования). Рыцарь и оруженосец продолжают свой путь вглубь страны, по пути оруженосец находит чумной труп.
Антониус заходит исповедаться в храм и рассказывает исповеднику свою стратегию, которая поможет выиграть ему в шахматной Игре. Однако он слишком поздно замечает, что его исповедником была сама Смерть. В это время Йонс беседует с художником (богомазом), наносящим фрески на стены храма. Они обсуждают сюжет одной из фресок «Танец со Смертью» (отсылка к росписям церкви Тэбю и к финалу фильма).
По мере продвижения по стране герои встречают вымершие от чумы деревни. Йонс спасает девушку от насильника и забирает её с собой в качестве служанки. Он знаком с насильником Равалом — тот был семинаристом, который уговорил его хозяина отправиться в крестовый поход. Йонс оставляет его в живых и предупреждает, чтобы тот не попадался ему больше. В городе он и Рыцарь встречает семью странствующих артистов, Юфа и Миа с маленьким сыном. Простодушный Юф часто видит видения различных чудес (Деву Марию с маленьким Христом), а его жена с иронией относится к рассказам супруга. Семья артистов направляется в столицу на праздник. Рыцарь предупреждает, что в столице свирепствует чума, и предлагает переждать эпидемию в его замке. К ним присоединяется кузнец Плуг, у которого жена Лиза сбежала с другом Юфа и Мии, актёром Йонасом Скатом. Позднее в лесу группа путешественников встречает беглецов, после комичной борьбы любящий поесть и выпить кузнец мирится с блудной женой и продолжает путь через лес в замок Блока, а актёр Йонас инсценирует своё самоубийство, но вскоре попадает в руки настоящей Смерти.
По пути рыцарь и оруженосец встречают юную девушку, которую обвиняют в связях с Дьяволом, начале чумной эпидемии и должны сжечь как ведьму. Антониус Блок беседует с ней. Он мучится вопросами бытия, и разговор идёт об этом. Он хочет знать, существует ли Сатана, ведь тогда существует и Бог, и значит, всё сущее не тщетно. Но Антониус видит в её глазах лишь страх, пустоту и ничего больше. Во время сожжения верный оруженосец Йонс спрашивает, кто примет её — Бог, Дьявол или пустота? Рыцарь отказывается верить в пустоту.
Во время привала в лесу путники видят умирающего от чумы Равала. Спустя время к Рыцарю наведается Смерть, продолжить игру. Юф, которому открыт духовный мир, видит, как Рыцарь играет со Смертью в шахматы, и понимает, что их всех ждёт. Партия подходит к концу и Смерть выигрывает её, предупреждая, что при следующей встрече заберёт Рыцаря и его спутников. Во время партии Рыцарь отвлекает Смерть, позволяя Юфу и его семье сбежать. В этом и обретает смысл вся жизнь Блока, в спасении жизней молодой и добродушной семьи.
Антониус Блок со спутниками добирается до своего рыцарского замка, где его встречает жена Карин. Утром, во время чтения Откровения Иоанна Богослова, в замок приходит Смерть. Антониус и Карин, Йонс и его служанка, Плуг и Лиза, все видят Смерть, но реагируют на предстоящее по-разному: кузнец с женой с почтением; Йонс с непоколебимым протестом, Антониус с молитвами, а служанка оруженосца проговаривает лишь одно слово — «свершилось».
Тем же утром проснувшийся Юф видит на холме на фоне безмолвного неба танцующих со Смертью рыцаря Блока, оруженосца Йонса, кузнеца Плуга и его жену, Равала, а также актёра Ската, играющего на лютне.

## Создатели фильма
| Съемочная группа - Автор сценария — Ингмар Бергман - Режиссёр — Ингмар Бергман - Продюсер — Аллан Экелунд - Оператор — Гуннар Фишер - Композитор — Эрик Нурдгрен - Художник — П.-А. Лундгрен - Монтаж — Леннарт Валлен - Костюмы — Манне Линдхольм - Грим — Нильс Ниттель | В ролях - Макс фон Сюдов — Антониус Блок, рыцарь - Гуннар Бьёрнстранд — Йонс, оруженосец - Нильс Поппе — Юф, актёр - Биби Андерсон — Миа, жена Юфа - Бенгт Экерут — Смерть, рассказчик - Оке Фриделль — Плуг, кузнец - Инга Гилль — Лиза, жена кузнеца - Эрик Страндмарк — Йонас Скат, актёр - Бертиль Андерберг — Равал - Гуннель Линдблум — девушка, служанка оруженосца - Мод Ханссон — ведьма - Инга Ландгре — Карин, жена Блока - Гуннар Ульсон — богомаз - Андерс Эк — монах |

## История создания

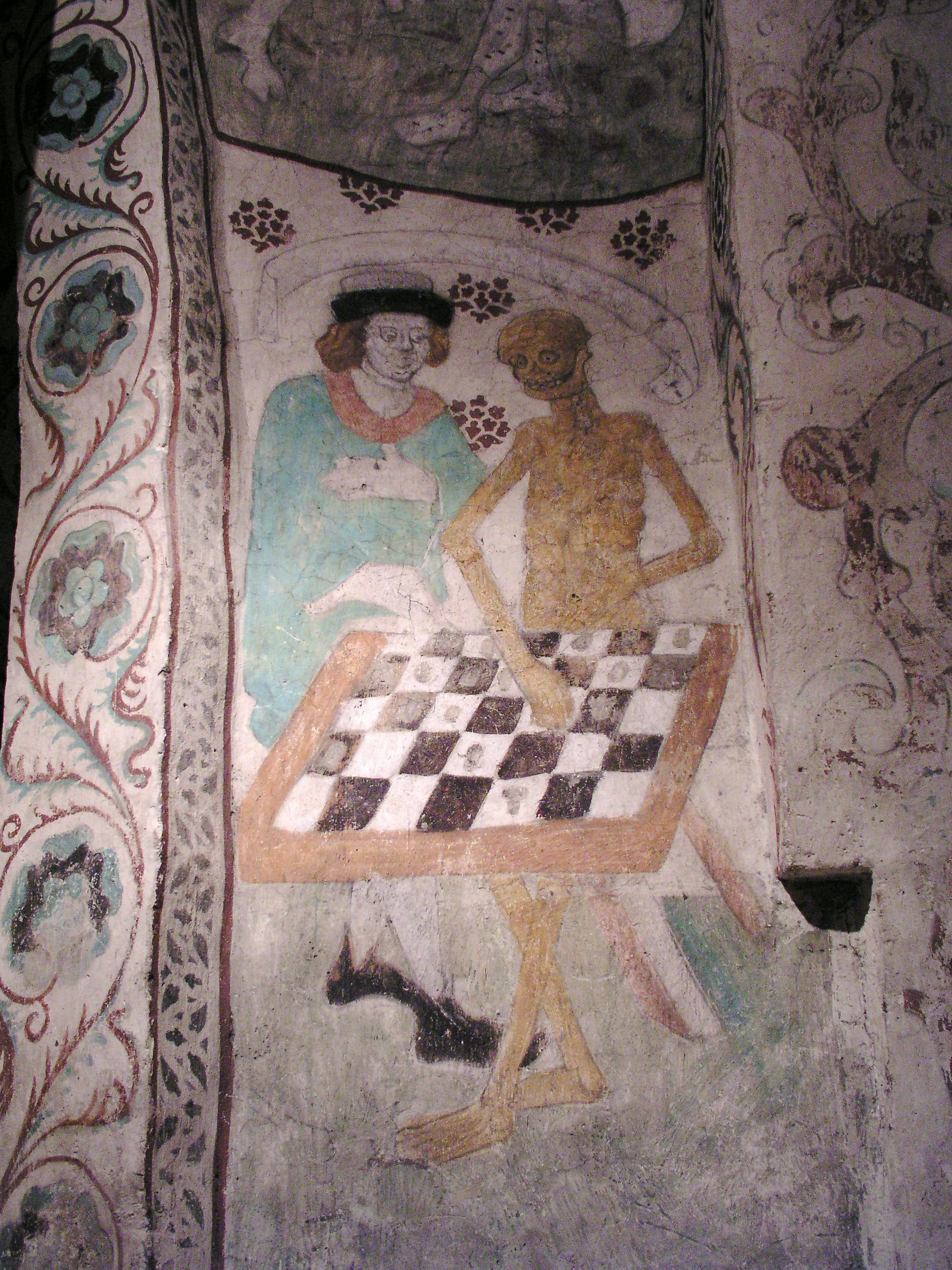
«Смерть, играющая в шахматы», фреска Альбертуса Пиктора

В основу сценария фильма положена одноактная пьеса Trämålning («Роспись по дереву»), написанная Бергманом для первого выпуска театральной школы в Мальмё, в которой он преподавал. Эта пьеса-упражнение состояла из монологов, а количество ролей соответствовало числу студентов-выпускников. Сценарий фильма был начат, когда Бергман лечился от болезни желудка в Каролинской больнице в Стокгольме. Бергман переписывал сценарий пять раз, и ему был дан бюджет в 150 000 долларов и всего тридцать пять дней на съёмки, само производство фильма проходило на июль-август 1956 года. По большей части фильм снимался на студии «Киногород» в Стокгольме, а немногие натуральные съёмки проходили в Ховс Халлар на юге Швеции.
По легенде, последние две минуты фильма были сняты случайно. Актёры уже отыграли всю финальную сцену и ушли, когда Бергман заметил на небе облако необычной формы. Он велел вновь надеть костюмы, для чего пришлось задействовать членов съёмочной группы, и снял новый вариант заключительной сцены с одного дубля. При этом сама финальная сцена Танца со Смертью является визуализацией сюжета свеженарисованной богомазом фрески в храме, в которой Рыцарь случайно исповедался Смерти.
Большая часть образов в фильме заимствована из средневекового искусства. Например, Бергман заявил, что образ человека, играющего со Смертью в шахматы, был вдохновлён средневековой церковной фреской Альбертуса Пиктора 1480-х годов, находящийся в Церкви Тебю. Также для вдохновения послужила «Кармина Бурана», основанная на средневековых песнях бродячих музыкантов и поэтов-вагантов, исполнявшихся на церковных праздниках и ярмарках. Стилизованные тексты песен артистов написал сам Бергман.
Однако средневековая Швеция, изображённая в этом фильме, содержит творческие анахронизмы. Движение флагеллантов было чуждым для Швеции, и широкомасштабные преследования ведьм начались позднее, в XV веке.

## Влияние
«Седьмая печать» является семнадцатым фильмом Бергмана, но после выхода этой кинокартины он стал мастером артхаусного и философского кино, также одним из лучших режиссёров Швеции. Фильм сделал из Макса фон Сюдова и Биби Андерсон мировых знаменитостей, которые также продолжили сниматься у Бергмана: «Лицо», «Земляничная поляна», «Персона», «Страсть» и т. д. А Смерть в исполнении Бенгта Экерута, стала одним из самых запоминающихся образов в мировом кино.
Кинокартина повлияла на режиссёра Ридли Скотта: его эпический фильм «Царство небесное», повествующий о третьем крестовом походе, полон цитат и аллюзий на фильм Бергмана.
Режиссёр Алексей Герман в интервью МТРК «Мир» сказал, что через фильм «Седьмая печать» он пришёл в церковь.
Также фильм попадает во многие списки и рейтинги лучших фильмов в истории: 13-е место в 100 лучших фильмов по версии журнала Image; 28-е место Ватиканского списка лучших фильмов; 33-е место 100 лучших фильмов 20-го века по версии Village Voice; 81-е место 100 лучших фильмов всех времён по версии сайта Total Film; 94-е в 250 лучших фильмов по версии сайта Letterboxd; 206-е место 250 лучших фильмов по версии IMDB и т. д.

## Факты
- Название взято из Откровения Иоанна Богослова.
- Бергман признал, что благодаря этой работе он навсегда избавился от страха смерти[14].
- В 2009 году шахматные фигуры из фильма были проданы на аукционе за 145 тысяч долларов[15].
- Каждый из героев фильма является архетипом, олицетворяющее определённое мировоззрение: рыцарь Антониус — сомневающийся идеалист, а оруженосец Йонс — скептик и рационалист и т. д.
- Образ игры со смертью пародируется в фильме «Новые приключения Билла и Теда», роль Смерти исполняет Уильям Сэдлер.
- Также тот образ играет ключевую роль в песне группы "Король и Шут" - "Генрих и Смерть".
- В фильме «Последний киногерой» во время ретроспективы «Седьмой печати» в кинотеатрах, Смерть, в исполнении Иэна Маккеллена, проникает в реальный мир.
- Антониус Блок стал официальным прототипом генерала Александра Блока из игры "Мор (Утопия)" ("Pathologic"). (см. раздел "Из рабочих материалов") [16]
- Фильм эпизодически показан в 15 серии телесериала «Бригада» (Артур Лапшин в квартире Каверина смотрит начало фильма по телевизору).

## Музыка
- Hållas mellan rona. Композитор — Э. Нурдгрен (1957), текст — И. Бергман (1957). Исполняет Г. Бьёрнстранд.
- Det sitter en duva. Композитор — Э. Нурдгрен (1957), текст — И. Бергман (1957). Исполняет Н. Поппе.
- Ödet är en rackare. Композитор — Э. Нурдгрен (1957), текст — И. Бергман (1957). Исполняет Г. Бьёрнстранд.
- Hästen sitter i trädet. Композитор — Э. Нурдгрен (1957), текст — И. Бергман (1957). Исполняют Н. Поппе, Б. Андерссон
- Dies iræ, dies illa (Vredens stora dag är nära). Текст — Томмазо да Челано (латинский), Северин Каваллин (шведский, 1882). Аранжировка — Йохан Бергман (аранжировка шведского текста, 1920), Натаниэль Бесков (аранжировка шведского текста, 1920).
- Skats sång (Jag är en liten fågel lätt …). Композитор — Э. Нурдгрен (1957), текст — И. Бергман (1957). Исполняет Э. Стандмарк

## Технические данные
- Производство: Svensk Filmindustri.
- Художественный фильм, чёрно-белый.
- Первый показ в кинотеатре: 16.02.1956 (к/т «Реда Кварн»).

## Награды
- 1957
  - Участие в основной конкурсной программе. Приз (Jury Special Prize) Каннского кинофестиваля.

- 1961
  - Приз «Серебряная лента» Национального Синдиката Итальянских Киножурналистов (Sindacato Nazionale Giornalisti Cinematografici Italiani) лучшему режиссёру.
- 1962
  - Призы Circulo de Escritores Cinematográficos (Испания): лучшему зарубежному режиссёру и за лучший зарубежный фильм.
  - Приз Fotogramas de Plata (Испания) лучшему зарубежному исполнителю (Макс фон Сюдов).
  - Призы Sant Jordi (Испания): лучшему зарубежному режиссёру и за лучший фильм года